# 賈淵
賈淵（439年—501年），字希鏡，南朝人。
宋文帝元嘉十六年（439年）生。祖賈弼之，父賈匪之，祖孫三代皆譜牒名家。宋孝武帝时，青州（今山东淄博市境内）出土“青州世手，东海女郎”的墓志，学士鲍照、徐爰、蘇寶生等人皆不能解答，只有贾渊指出，“此是司马越女嫁苟唏儿。”後經查核，確實無誤。賈淵因此受到器重，奉敕为《郭子》作注，日後步入仕途。中興元年（501年）卒。